# Estació de Bank & Monument
Bank i Monument són dues estacions del metro de Londres que formen un intercanviador anomenat oficialment "Bank-Monument complex", els seus noms per separat s'utilitzen a les entrades de les andanes de cada estació i al mapa del metro. El complex es troba al llarg del carrer de King William a Ciutat de Londres. Ambdós formen la vuitena estació més transitada de la xarxa, servida per cinc línies del metro de Londres i Docklands Light Railway (DLR).
Els noms provenen de trobar-se a prop del Banc d'Anglaterra i el Monument to the Great Fire of London (monument al gran incendi de Londres). El complex es troba a la zona 1.
|                                                             |  | Bank                    |  |                                                                   |
| Anterior estació                                            |  | Metro de Londres        |  | Següent estació                                                   |
| St. Paul'sdirecció Ealing Broadway o West Ruislip           |  | Central Line            |  | Liverpool Streetdirecció Epping, Hainault o Woodford via Hainault |
| Moorgatedirecció Edgware, Mill Hill East o High Barnet      |  | Northern Line           |  | London Bridgedirecció Morden                                      |
| WaterlooTerminal                                            |  | Waterloo & City Line    |  | Terminal                                                          |
| DLR                                                         |  |                         |  |                                                                   |
| Terminal                                                    |  | Docklands Light Railway |  | Shadwell direcció Lewisham, Beckton o Woolwich Arsenal            |
|                                                             |  | Monument                |  |                                                                   |
| Anterior estació                                            |  | Metro de Londres        |  | Següent estació                                                   |
| Cannon Streetdirecció Victoria                              |  | Circle Line             |  | Tower Hilldirecció Liverpool Street                               |
| Cannon Streetdirecció Wimbledon, Richmond o Ealing Broadway |  | District Line           |  | Tower Hilldirecció Upminster                                      |